# Jan Nosko
Jan Nosko (ur. 1 maja 1940 w Koziakach, ZSRR) – polski działacz partyjny i państwowy, historyk nauki i specjalista zdrowia publicznego, doktor habilitowany nauk humanistycznych, w latach 1983–1988 wiceprezydent Łodzi i z urzędu wicewojewoda łódzki.

## Życiorys
Syn Władysława i Marii. Ukończył studia wyższe na Uniwersytecie Łódzkim, później doktoryzował się. W 2006 uzyskał stopień doktora habilitowanego nauk humanistycznych na podstawie pracy pt. Zachowania zdrowotne i zdrowie publiczne. Aspekty historyczno-kulturowe obronionej w Instytucie Historii Nauki PAN. Został docentem w Instytucie Medycyny Pracy w Łodzi, a także członkiem Komitetu Epidemiologii i Zdrowia Publicznego w ramach Wydziału VI – Nauk Medycznych Polskiej Akademii Nauk. Objął stanowisko wiceprezesa Polskiego Towarzystwa Zdrowia Publicznego. Opublikował prace naukowe poświęcone historycznym i ekonomicznym aspektom ochrony zdrowia, a także związane z historią PZPR.
W latach 1953–1957 należał do Związku Młodzieży Polskiej, a od 1960 do 1969 – do Związku Młodzieży Socjalistycznej, gdzie kierował zarządem łódzkim. Od 1961 do 1963 należał też do rady Zrzeszenia Studentów Polskich na UŁ. W 1964 wstąpił do Polskiej Zjednoczonej Partii Robotniczej. Związał się z Komitetem Łódzkim PZPR, gdzie kierował Wydziałem Nauki, Oświaty i Kultury (1974–1980) i Wydziałem Organizacyjnym (1980). W latach 1980–1981 pozostawał w nim sekretarzem ds. pracy ideowo-wychowawczej oraz członkiem egzekutywy. Od 1981 do 1982 był wiceprzewodniczącym Łódzkiego Komitetu Frontu Jedności Narodu, działał też jako wykładowca i kierownik w Międzywojewódzkiej Szkoły Partyjnej. Od 1983 do 1988 zajmował stanowisko wiceprezydenta Łodzi i z urzędu wicewojewody łódzkiego. W latach 1988–1989 ponownie sekretarz Komitetu Łódzkiego PZPR i członek jego egzekutywy.